# 한국소프트웨어산업협회
한국소프트웨어산업협회(韓國-産業協會, Korea Software Industry Association, KOSA)는 소프트웨어산업의 건전한 발전과 소프트웨어 및 시스템의 이용촉진을 통하여 소프트웨어산업을 진흥함으로써 국민생활의 향상과 국민경제의 건전한 발전에 이바지하기 위해 설립된 사단법인이다.

## 설립 근거
- 소프트웨어진흥법 제10조[1]

## 연혁
- 1988년 4월 7일: 한국소프트웨어산업협회 창립총회(63개 회원사)

## 조직

### 총회
- 감사

#### 이사회

##### 사무국
- 한국소프트웨어산업협회장
  - 부회장
    - 산업정책실
      - 정책연구팀
      - 생태계개선팀
      - 산업진흥팀

    - 인재계발실
      - 인재기획팀
      - 역량개발팀
      - HR컨설팅팀

    - 산업지원실
      - 회원지원팀
      - 산업정보팀

##### 위원회
- 제도부문
  - 사업대가현실화위원회
  - 미래인프라위원회
  - 인력양성위원회
  - 발주문화개선위원회
  - 상용SW활용촉진위원회
- 국제부문
  - 미국진출기업협의체
  - 중국진출기업협의체
  - 동남아진출기업협의체
  - 일본진출기업협의체
  - 인도진출기업협의체